# Hàn Quốc tại Thế vận hội Mùa hè 2012
Hàn Quốc tham dự thế vận hội Mùa hè 2012 tại Luân Đôn từ 27 tháng 7 đến 12 tháng 8 năm 2012. Hàn Quốc lần đầu tiên tham gia trong Thế vận hội năm 1948 và đến nay đã giành được tổng cộng 215 huy chương.